# Slatedale
Slatedale es un lugar designado por el censo ubicado en el condado de Lehigh en el estado estadounidense de Pensilvania. En el Censo de 2010 tenía una población de 455 habitantes y una densidad poblacional de 587,55 personas por km².

## Geografía
Slatedale se encuentra ubicado en las coordenadas 40°44′38″N 75°39′31″O / 40.74389, -75.65861. Según la Oficina del Censo de los Estados Unidos, Slatedale tiene una superficie total de 0.77 km², de la cual 0.77 km² corresponden a tierra firme y (0.67%) 0.01 km² es agua.

## Demografía
Según el censo de 2010, había 455 personas residiendo en Slatedale. La densidad de población era de 587,55 hab./km². De los 455 habitantes, Slatedale estaba compuesto por el 98.46% blancos, el 0% eran afroamericanos, el 0% eran amerindios, el 1.1% eran asiáticos, el 0% eran isleños del Pacífico, el 0% eran de otras razas y el 0.44% pertenecían a dos o más razas. Del total de la población el 1.1% eran hispanos o latinos de cualquier raza.